# 東京迪士尼樂園
 東京迪士尼樂園（日語：東京ディズニーランド、英語：、當地暱稱TDL），位於日本千葉縣浦安市的一座主題樂園，同時也是組成東京迪士尼度假區的兩個主要部分之一。雖然被稱為「東京迪士尼」，但是它的所有設施都位於千葉縣，而非東京都內，只是位置相近。該主題公園的面積為115英畝（約47公頃），其主要入口緊鄰著舞濱站和東京迪士尼樂園站，此外，該樂園是第一座位於美國以外地區興建的迪士尼主題公園，並於1983年4月15日正式開幕。
該樂園的建設受到美國佛羅里達州的神奇王國和加利福尼亞州的迪士尼樂園度假區的影響，保持著相同的風格和特色。雖然該樂園由日本東方土地公司所有，但它取得了華特迪士尼公司的商標權和版權，這使得該公司能夠合法地建造並營運這座令人矚目的主題公園。同時，東京迪士尼樂園以及其附屬的樂園東京迪士尼海洋是唯一在全球範圍內不以任何方式由華特迪士尼公司擁有或營運的迪士尼樂園。
東京迪士尼樂園共分為七個主題區域，包括世界廣場、四個經典的迪士尼樂園主題區域、及兩個迷你區域，整個樂園以其寬敞的區域規劃而聞名，以應對來自世界各地的大量遊客。2022年，東京迪士尼樂園迎來了約1200萬名遊客，這使它在全球主題樂園中排名第三，在亞洲的主題樂園中位居第五。

## 概述

### 构想之初
進行建設計劃時，美國華特迪士尼製作公司（現今的華特迪士尼公司）正忙於建設艾波卡特中心（現今的EPCOT，位於美國佛羅里達奧蘭多），因此對海外投資不甚積極。為了降低風險，迪士尼不採直營模式，而是與日本Oriental Land（簡稱OLC，由京成電鐵、三井不動產、朝日土地興業等公司合資組成）簽約，授權OLC建造經營，並由迪士尼方面提供樂園設計及經營方式的指導、品質管理等，而所有營運費用由OLC全額負擔。雖然1984年美國迪士尼公司發生經營危機，但授權方式至今仍未改變。

### 當時的建設候選地
建設候選地除了浦安市舞濱之外，還包括了清水市（現在的静岡市清水區）、御殿場市、横濱市、川崎市、我孫子市等地。但由於鄰近東京都，迪士尼方面很早就決定要在舞濱興建。在各地政府的積極爭取之下，OLC留下清水市及舞濱兩個條件較佳的場所。但迪士尼經營團隊覺得若是樂園以富士山當背景，遊客無法完全融入人造的迪士尼樂園當中，因此清水市遭到排除。此外橫濱及川崎由於建設海埔新生地後會造成工業用地不足，很早就被排除在候選名單之外。

### 建造过程
東京迪士尼樂園建設時，由於迪士尼公司提供的遊樂設施設計圖、與美國現有的遊樂設計圖存在許多差異（美國建設時，工地現場更改的部份並未反映在設計圖上），為了更加忠實呈現樂園設施，日本的工作人員多次前往美國實地測量，完成了新的設計圖。而這些設計圖根據日本的「建築基準法」及與迪士尼公司簽訂的保密條約，目前集中在迪士尼樂園內的「文件管理中心」保管。當設施維修時隨時都會進行最新版的更新。而這些設計圖詳盡到號稱「只要拿到這些設計圖，就可以再蓋一座東京迪士尼樂園」。此外，像這樣集中管理迪士尼主題樂園的設計圖資料，也是全世界迪士尼主題樂園的創舉。
負責設計迪士尼主題樂園的WED Enterprises（現在的 Walt Disney Imagineering），在東京迪士尼樂園設計期間，由於大部分人力都集中於建設艾波卡特中心，因此東京迪士尼樂園開幕初期的設施，幾乎都是複製美國的神奇王國的設施而來，開園之初幾乎一模一樣。但是經過東京迪士尼35年的建設和不斷加入日本風格的建築物和表演，現在的東京迪士尼已經和美國佛州的神奇王國有明顯的差異。其中，受到佛羅里達華特迪士尼世界度假區的影響，東京迪士尼樂園的城堡以灰姑娘城堡」為象徵，另外在迪士尼的其他主題樂園也有睡美人城堡、奇幻童話城堡等等其他類型的城堡。

### 現狀
為了營造出完美的迪士尼气氛，日本迪士尼規定遊客盡量不要把和現實生活特別相關的東西、其他公司的卡通角色帶入迪士尼樂園。若是學校全體學生共同造訪之際，OLC會透過旅行社向學校表達「盡可能不要身著制服來園」（但並非強制）。
在萬聖節活動的特定日期，遊客可以打扮成迪士尼卡通角色的樣子。角色扮演規定每年都有變更，請參考該年發佈的規定。
东京迪士尼的游客“人数”雖然不及美国的加州迪士尼和佛州迪士尼，但是因为日本有卖“土特产、伴手礼”的习惯，所以实际经营“所得”是远超美国；并且日本迪士尼成功从美国引进了原本人气不高的达菲熊和其它系列卡通人物，并且发扬光大、反过来传回其他迪士尼乐园；以及东京迪士尼任何人事物都无条件的向迪士尼靠拢，例如汉堡的面包皮·汉堡肉·番茄甚至鸡蛋都是米老鼠的形状、厕所的洗手液喷出的形状是米老鼠的形状、甚至清洁工喷水·垃圾桶的花纹都要有米老鼠的形状，让游客无时无刻不沉浸在迪士尼的气氛当中。
目前東京迪士尼樂園是全年無休營業。但從前每年都會有幾天「休園日」。這是由於園內主題園區「世界市集」在日本法律上被視為店舗面積超過4,098m²的「第1種大規模小賣店舗」，而日本大規模小賣店舗法規定一定要設定公休日之故。休園日主要設定在冬季，同時在休園日進行聖誕節布置、或進行大規模維護等工程，也曾在休園日實施預防火災或地震的演習訓練。隨著2000年6月大規模小賣店舗法被廢止，改為施行主題公園大規模小賣店舗立地法之後，現今已不再設定休園日。

### 其他
- 在決定樂園名稱時，候選名單內有迪士尼與OLC結合的「東方迪士尼樂園(Oriental Disneyland)」及帶有日本意識的「日本迪士尼樂園(Disneyland Japan)」等。但最後決定冠上世界知名都市「東京」，成為「東京迪士尼樂園」。此外，在東京迪士尼樂園發表後、到2000年為止使用的商標是「在Disney的『D』當中放入迪士尼樂園（設定上）的主人米奇的剪影、再加上Oriental Land的『O』，現在的說法是象徵迪士尼公司與OLC友好的證明，但其實是當年迪士尼公司和OLC為了樂園名稱爭執時，雖然迪士尼在「東方迪士尼樂園」的名稱上讓步、但在商標上堅持所留下的遺跡（現在的商標圖案是灰姑娘城堡）。
- 東京迪士尼樂園開園10週年紀念活動，當時的迪士尼CEO麥可艾斯納造訪東京迪士尼樂園時，曾開玩笑表示，讓獲利豐厚的東京迪士尼計畫採用授權方式經營，是「史上最大的失敗」。
- 園內四處可見遠近法的活用。灰姑娘城堡和被稱為「三大山」的雲霄飛車系遊樂設施「太空山」、「巨雷山」、「飛濺山」的頂端幾乎一樣高。不過最高的還是灰姑娘城堡，高51m。
- 和加州安那翰的迪士尼樂園有很多相同的遊樂設施，但實際體驗過兩者的遊樂設施之後會發現，日本的遊樂設施還是有若干被省略的地方。
- 浦安市從2002年開始於東京迪士尼樂園的歌舞基地舉行傳統儀式成人式，這是由於企劃成人式的實行委員會（由當年將滿20歲的市民組成）向浦安市提案之後，與OLC合作實現的結果。
- 1957年5月、在日本三越百貨日本橋本店屋頂，曾經設置以「孩子們的夢想國度 歡樂迪士尼樂園」為名的屋頂遊樂園。由西井一夫編撰的『60年安保・三池闘争 1957-1960 石原裕次郎の時代』（毎日新聞社、第36頁）一書有刊載當時的照片。在東京迪士尼樂園開業以前，這是日本第一個冠以「迪士尼樂園」名義的設施。此外同一張照片也被刊登在『写真と資料で読む昭和30年代大図鑑!! 三丁目の夕日の時代 日本橋編』（小学館、第21頁）一書。根據本書記載，這是1957年，與迪士尼簽約合作的限期設施。建造了旋轉木馬等遊樂設施，也有灰姑娘城堡。
- 園內有許多隱藏米奇（在壁畫或造景的一部分偷偷畫進米奇的形狀），在樂園迷之間引起一陣熱潮。在東京迪士尼海洋也有同樣的巧思。此外，在「小小世界」裡也有隱藏皮諾丘。也有隱藏維尼之類的傳說。
- 隱藏米奇的具體位置，像是「卡通城裡的輪胎煞車痕」、或是「男性廁所的沖水按鈕」等。
- 室內型遊樂設施的劇場出入口門扉皆為向外推開，這是根據浦安市的消防條例規定，在緊急逃生時的逃生門必須要能夠向外推開而設計。[4]。
- 以前曾在園內實施迪士尼徽章交換活動，並設有交換站。但現今已廢止。

## 歷史沿革
- 1974年12月 - 當時的迪士尼公司董事長、總經理訪日
- 1977年3月 - 正式名稱「東京迪士尼樂園」拍板定案
- 1979年4月 - 與華特迪士尼製作公司（當時的名稱）簽訂最終合約
- 1980年12月3日 - 開工儀式，土木、植物栽培施工開始
- 1981年
  - 4月 - 建設工程開始，浦安町改制「浦安市」
  - 10月 - 15家贊助企業定案
- 1982年
  - 4月 - 遊樂設施興建工程開始
  - 9月 - 「灰姑娘」城堡頂端完成
  - 11月 - 開幕日期記者會
  - 11月9日 - 首任「東京迪士尼樂園大使」由寺崎八重子擔任
  - 12月31日 - 本日23:45～隔日1983年元旦的凌晨午前，於日本商業電視台聯播的跨年節目「ゆく年くる年」當中，在開幕前首次於園內進行電視轉播（由富士電視台製作）。參與演出的包括米奇、米妮及首任樂園大使寺崎小姐。
- 1983年
  - 1月 - 演藝人員（園內的服務人員）訓練開始
  - 3月18日 - 竣工式、測試營運開始
  - 4月12日・13日 - 舉行浦安市民日（免費招待所有浦安市民入園）
  - 4月15日 - 美國國外首座「迪士尼主題樂園」東京迪士尼樂園開幕
  - 5月23日 - 第100萬名貴賓（遊客）來園
  - 9月5日 - 第500萬名貴賓來園。美國迪士尼致贈東京迪士尼樂園一個灰姑娘噴水池
- 1984年
  - 2月6日 - 獲頒「1983年 日經・年度優秀產品獎」最優秀獎中的「日本經濟新聞社獎」
  - 4月2日 - 第1,000萬名貴賓來園
  - 4月15日 - 在廣場平台設置開園1周年記念碑。舉行開園1周年紀念儀式。
- 1985年
  - 1月17日 - 「Magic Journey」」開幕（1986年12月結束營運）
  - 4月26日 - 新東京國際機場（現在的成田國際機場）之間的來回巴士開始營運
- 1986年
  - 3月8日 - 「愛麗絲的午茶派對」開幕
  - 5月17日 - 「American Journey Circle Vision 360」開幕（1992年8月結束營運）
  - 7月1日 - 「灰姑娘城堡神祕之旅」開幕（2006年4月5日結束營運）
- 1987年
  - 3月20日 - 「EO船長」開幕（1996年9月1日結束營運）
  - 7月4日 - 「巨雷山」開幕
- 1988年
  - 4月15日 - 開園5周年、「歌舞基地」開幕
  - 6月2日 - 第5,555萬5,555名貴賓來園
  - 12月1日 - JR京葉線舞濱站開業、「東京迪士尼樂園禮券」開始販售
- 1989年
  - 7月12日 - 「星際旅行」開幕
  - 12月25日 - 第7,777萬7,777名貴賓來園
- 1990年2月19日 - 「東京迪士尼樂園Teacher Center」開幕
- 1991年5月29日 - 第1億名貴賓來園
- 1992年10月1日 - 「動物天地」、「飛濺山」開幕
- 1993年
  - 4月15日 - 開園10周年、「Visionarium」開幕（2002年9月1日結束營運）、「迪士尼畫廊」開幕
  - 7月21日 - 「魯賓遜家族大樹屋」開幕

- 1996年4月15日 - 「卡通城」開幕
- 1997年
  - 4月15日 - 「微縮世界探險！」開幕
  - 7月25日 - 第2億名貴賓來園
- 1998年
  - 4月15日 - 開園15周年
  - 11月3日 - 「空中纜車」結束營運

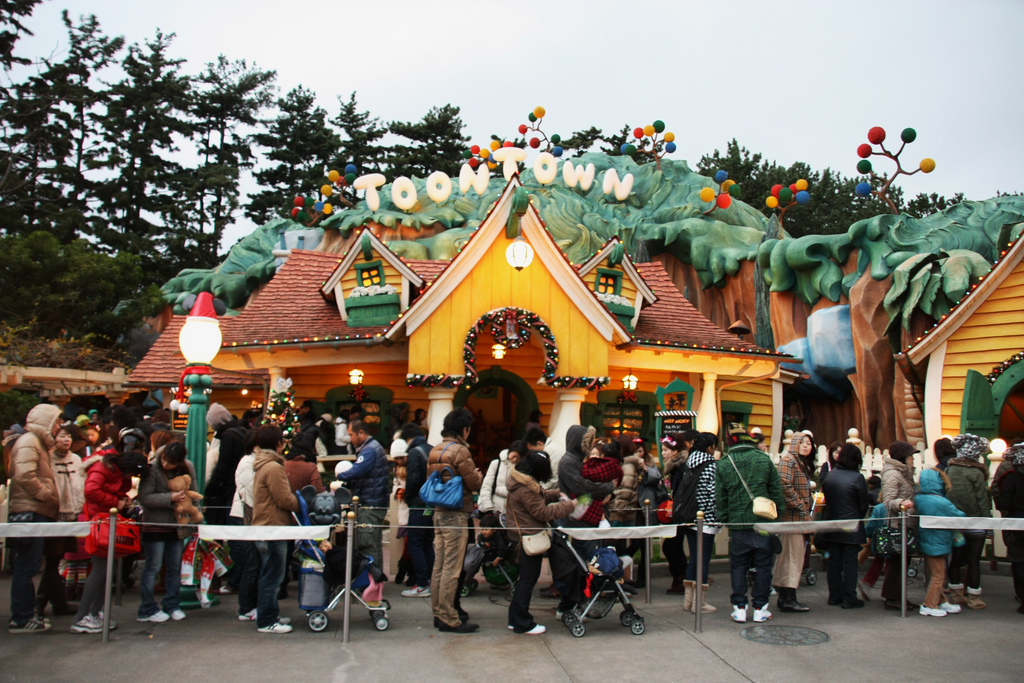
卡通城內的「米奇公館會米奇」

- 1999年4月1日 - 停車場費用調漲（普通車:1,500日圓→1,700日圓）
- 2000年
  - 1月1日 - OLC發表「渡假區宣言」，「東京迪士尼渡假區」正式啟動，首任「東京迪士尼渡假區大使」就任
  - 9月1日 - 「小熊維尼獵蜜記」開幕，遊園護照券調漲
- 2001年
  - 2月21日 - 停車場費用調漲（普通車:1,700日圓→2,000日圓）
  - 4月1日 - 入園券、遊樂設施券廢止（實施全面一票到底制）
- 2002年
  - 6月30日 - 「結交世界」結束營運
  - 11月8日 - 東京迪士尼樂園、東京迪士尼海洋合計第3億名貴賓來園（第3億名貴賓造訪的是東京迪士尼海洋）
- 2003年4月15日 - 開園20周年
- 2004年4月15日 - 「巴斯光年星際歷險」開幕
- 2006年
  - 4月5日 - 「灰姑娘城堡神祕之旅」結束營運
  - 5月9日 - OLC發表調漲東京迪士尼樂園、東京迪士尼海洋部分遊園護照券價格
  - 9月1日 - 遊園護照券調漲
  - 10月6日 - 「卡通城嬰兒中心」開幕
  - 10月27日 - 渡假區第7停車區、立體停車場開幕
  - 11月1日 - 東京迪士尼樂園、東京迪士尼海洋合計第4億名貴賓來園（第4億名貴賓造訪的是東京迪士尼海洋）
- 2007年
  - 4月28日 - 「太空山」改裝開幕
  - 7月20日 - 「加勒比海盜」改裝開幕
- 2008年
  - 4月15日 - 東京迪士尼渡假區25週年紀念活動開始
  - 7月8日 - 「東京迪士尼樂園大飯店」開業
  - 7月25日 - 「提基神殿：史迪奇呈現「Aloha E Komo Mai!」」改裝開幕

- 2009年

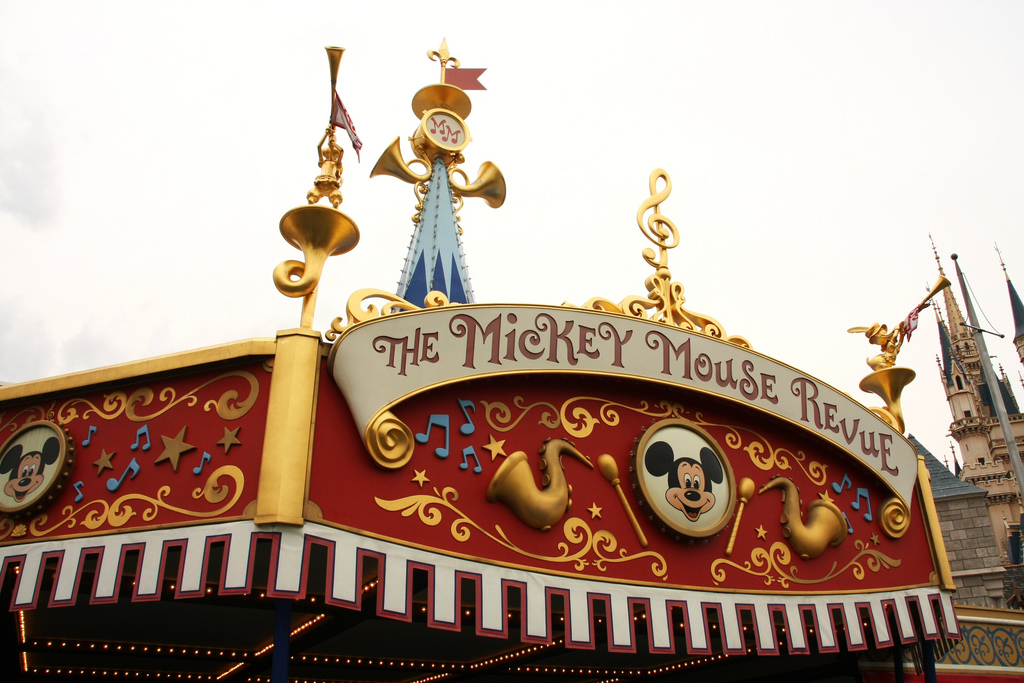
米老鼠劇場

  - 4月14日 - 卡通城「搖滾樂電車」結束營運
  - 4月15日 - 「怪獸電力公司“迷藏巡遊車!”」開幕
  - 5月25日 - 「米老鼠劇場」結束營運
- 2010年 - 「高飛彈跳屋」結束營運
  - 5月1日 - 「怪獸電力公司“迷藏巡遊車!”」重新整修開幕
  - 6月1日 - 本日於東京電視台播出之動畫「星際寶貝！神奇大冒險」中，東京迪士尼樂園首次於動畫作品中登場
  - 7月1日 - 「伊歐船長[[[Wikipedia:格式手册/链接#章節|錨點失效]]]」重新開幕（限定1年）
  - 8月27日- 東京迪士尼樂園、東京迪士尼海洋合計第5億名貴賓來園（第5億名貴賓造訪的是東京迪士尼樂園）
- 2011年
  - 1月24日 - 「米奇魔法交響樂」開幕
  - 3月11日 -  因地震造成東京迪士尼樂園停車場部份區域土壤液化，為進行安全檢查，緊急宣佈暫停營業。當晚有數萬遊客因京葉線等電車停駛，於園內等處渡過一晚
    - 3月18日 -  因「311地震」引起之電力吃緊，Oriental Land再度宣佈將無限期停止開放

  - 4月15日 -  因日本政府宣佈「原則上」終止停電後，Oriental Land宣佈重開，但晚上不營業
  - 4月15日 - 「仙履奇緣童話大廳」開幕
  - 4月23日 - 恢復夜間營業
  - 5 月9日 - 雨天版夜間遊行「Nightfall Glow 夜幕彩輝」登場
  - 7月 - 「鄉村頑熊劇場」自1993年起實施的特別版假期音樂會中止
  - 7月1日 - 「伊歐船長」成為正式遊樂設施。當初限定實施一年，因為廣受歡迎而成為正式設施。「微縮世界探險」也因此正式關閉。
  - 7月8日 - 「東京迪士尼樂園電子大遊行～夢之光」2度更新
  - 9月4日 - 「空中迪士尼魔法」煙火恢復表演
- 2012年
  - 1月9日 - 「星夜飄香」結束營運
  - 4月2日 - 「星際旅行」結束營運
  - 4月28日 - 睽違兩年「鄉村頑熊劇場假期音樂會」公演開始
  - 8月24日 - 「高飛遊漆屋」開幕
- 2013年
  - 4月5日 - 遊行「歡騰！」結束
  - 4月15日 - 「東京迪士尼度假區30週年“歡樂幸福年”」開幕
  - 4月15日 - 新遊行「幸福在這裡」登場
  - 5月7日 - 「星際旅行：冒險續航」開幕
- 2014年
  - 1月6日 - 「叢林巡航」因更新內容暫時關閉
  - 1月6日 - 「家用百貨」因店內改裝暫時關閉
  - 3月20日 - 「東京迪士尼度假區30週年“歡樂幸福年”」結束
  - 5月29日 - 城堡投影秀「童話之夜」登場
  - 6月30日 - 「伊歐船長」結束營運
- 2017年
  - 4月6日 - 東京迪士尼樂園宣佈，將斥資750億日圓（約53億港元）興建迪士尼動畫片「美女與野獸」主題園區，這是樂園1983年開業以來的最大投資項目，新園區佔地約4.7萬平方公尺，將於2020年春天完工。
- 2018年
  - 4月9日 - 30週年遊行「Happiness is Here!(幸福在這裡)」結束
  - 4月15日 - 「東京迪士尼度假區35週年“最快樂的慶典(Happiest Celebration)”」開幕
  - 4月15日 - 新遊行「奇想騰飛」登場
  - 7月5日 - 推出東京迪士尼度假區官方App，可以在App當中預約餐廳及報名觀賞表演等
- 2019年
  - 3月25日 - 「東京迪士尼度假區35週年“最快樂的慶典(Happiest Celebration)”」結束
- 2020年
  - 2月29日，由於嚴重特殊傳染性肺炎疫情影響而休園。[5]同年7月1日恢復開放[6]。
- 2021年
  - 4月19日 - 受嚴重特殊傳染性肺炎疫情影響而暫停演出的遊行「Dreaming Up!(奇想騰飛)」在刪減演員後時隔415天恢復表演。
- 2023年

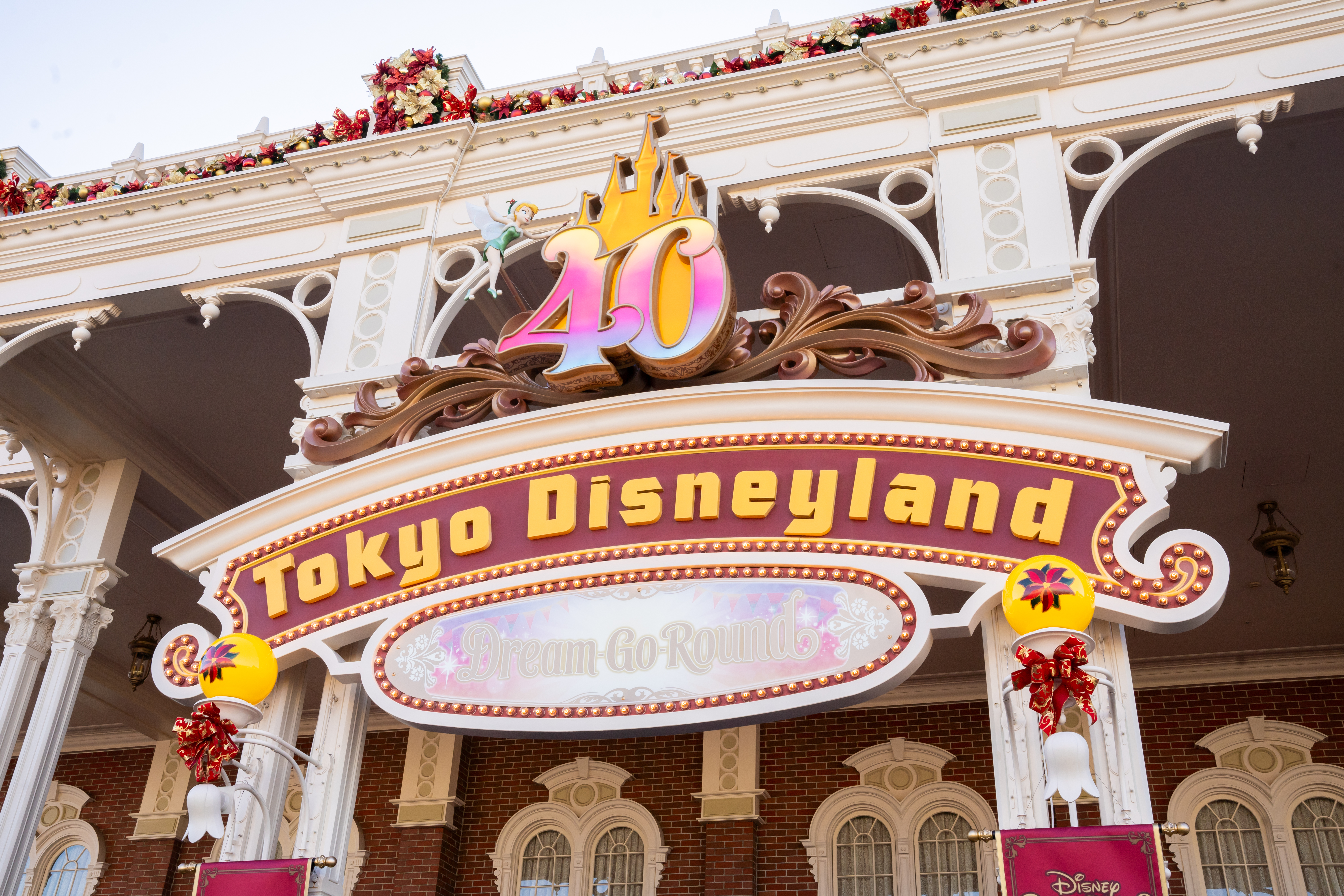
樂園大門的東京迪士尼度假區40週年裝飾

- - 4月9日 - 35週年遊行「Dreaming Up!(奇想騰飛)」結束。
  - 4月15日 - 「東京迪士尼度假區40週年“夢想永巡(Dream-go-Round)”」活動開始。同日，40週年遊行「Disney Harmony in Color（迪士尼眾彩交融）」開始。[7]
- 2024年
  - 3月31日 - 「東京迪士尼度假區40週年“夢想永巡(Dream-go-Round)”」結束。
  - 4月9日至7月31日-舉行 同慶太空山：最終發射！活動，活動結束後太空山將暫停營運並進行整修[8]。
  - 7月2日至10月31日-舉行 巴斯光年星際歷險：完成任務 [9]活動，活動結束後“巴斯光年星際歷險”項目将于 2024 年 10 月 31 日闭园时关闭。
  - 東京迪士尼度假區宣布2024年12月31日的“跨年之夜”（東京迪士尼樂園/東京迪士尼海洋）將停止舉辦[10]。

## 園區
園內分為7大「主題園區」，各主題園區內的遊樂設施和商店、餐飲店及裝飾，都配合該園區主題進行設計。園內所有設施，包括遊樂設施在內全部都由OLC直接經營管理。園內有許多商店、餐廳及服務設施。
主要角色
園內有許多迪士尼的卡通角色登場，其中被稱為「Big 5」（美國稱為 "FAB 5" 或 "fabulous 5"）的主要角色，在遊行或表演中幾乎都會登場。Big 5分別為米奇、米妮、唐老鴨、高飛、布魯托。園內的角色都依照角色設定活動。「米奇就是米奇」，絕對不會讓人感到是某人在扮演米奇（擔任卡通角色的員工，都必須和OLC簽訂「在東京迪士尼樂園擔任卡通角色一事，無論現任或離職都禁止向他人透漏」之類的保密條款 ）。1990年當時的日本首相海部俊樹造訪樂園之際，在離開時發表的演說中提到「扮演米奇和米妮的人真的很辛苦」一事。讓擔任宣傳的員工相當困擾。
此外，2006年9月，通往園區的主要交通JR京葉線故障停擺，樂園員工無法準時出勤、開園時間被迫順延時，日本朝日電視台記者向東京迪士尼樂園負責宣傳的員工詢問「（扮演）米奇和米妮（的員工）來得及上班嗎？」時，員工的回答是「米奇和米妮就住在園內（所以沒有問題）」（故事設定上，前述卡通角色都住在園內的卡通城裡，本籍也設於此。在卡通城的「米奇公館會米奇」裡展示的米奇護照也有記載）。

### 主題園區一覧
東京迪士尼共由七個主題區域所組成。

#### 世界市集
再現『美國20世紀初的典型地方街道』的主題園區。以華特迪士尼的出生地Marceline為藍本。。在其他迪士尼樂園稱為「美國小镇大街」。實際上沒有任何遊樂設施，而是集合了許多商店和銀行（三井住友銀行浦安分行・東京迪士尼樂園分店）。針對日本温带海洋性的多雨氣候。商店街全體以名為「晴雨棚（All Weather Cover）」的大型強化玻璃屋頂覆蓋，成為全天候皆宜的區域（這也是與其他迪士尼樂園的主題園區名稱不同的理由之一）。

#### 探險樂園
在未開墾之地探險、在海盜出沒的世界冒險，以拓荒為主題的園區。包括「加勒比海盜」、「叢林巡航」、「提基神殿」等，引進許多在美國迪士尼樂園歷史悠久的遊樂設施。此外，深受華特迪士尼喜愛的皇家大街（Royal Street）也在本區。

#### 西部樂園
再現美國開拓時代西部小鎮風景的主題園區。在其他國家的迪士尼樂園稱作「Frontierland」。稱作「美國河域」的環狀河道佔據本區大多數區域，美國河域中央有一座「湯姆索耶島」。主要遊樂設施有在美國河域上航行的「豪華馬克吐溫號」、採礦列車造型的過山車「巨雷山」、和劇場型遊樂設施「鄉村頑熊劇場」等。

#### 動物天地
以迪士尼電影「南方之歌」為主題，呈現「小動物們的故鄉」風貌的主題園區。1992年10月1日開幕。遊樂設施有「飛濺山」、及東京迪士尼樂園園內唯一的人力遊樂設施「海狸兄弟獨木舟探險」。

#### 夢幻樂園
以西洋童話為主題的園區。園內的象徵「灰姑娘城堡」設置於此。有許多以往年迪士尼動畫電影「灰姑娘」、「木偶奇遇記」、「白雪公主」、「愛麗絲夢遊仙境」等為主題的遊樂設施。廣受歡迎的遊樂設施「小小世界」、「小熊維尼獵蜜記」及「幽靈公館」等也座落於此。
在二零二零年九月，夢幻樂園新增以電影「美女與野獸」為主題的迷你園區，取代在原來的位置的遊樂設施「馳車天地」。園區內的唯一的新設施位於新落成的「野獸城堡」內，設施簡單講述電影大綱，帶領遊客再度回味電影精彩橋段。園區亦提供餐飲服務及園區專屬的精品。

#### 卡通城
以迪士尼動畫為主題、設定為「米奇與他的夥伴們居住的城市」的主題園區。1996年4月15日（開園13周年）開幕。多為適合親子同樂的遊樂設施。可以跟米老鼠合影留念的「米奇公館會米奇」座落於此。日本出版社講談社為園區全體贊助商。大部分的商店及攤販皆設定為「迪士尼卡通角色們所經營」。園區四處充滿妙趣橫生的巧思。

#### 明日樂園
以「人類登月前對於未來的幻想」的科幻主題設計的主題園區。包括「太空山」及「星際旅行」等驚險刺激的設施皆座落於此。「明日樂園」也有影片型遊樂設施。依據前述概念，「明日樂園內的遊樂設施，必須經常根據科技發展為主題進行更新。因此明日樂園內許多落後於時代的遊樂設施經常遭到更換，是最常進行遊樂設施汰舊換新的園區。特別是園區內有許多成本較低但人氣也較難維持的影片型遊樂設施，因此汰換時程較快。從開園以來，本園區的概念就與美國華特迪士尼世界內的「艾波卡特」十分類似。本園區內已經結束的遊樂設施如下：Eternal Sea、Magical Journey、Captain EO、環遊世界Circle Vision 360°、American Journey Circle Vision 360°、空中纜車、結交世界、微縮世界探險！。

### 未來計劃
- 「Reach for the Stars」- 全新夜間娛樂表演將在灰姑娘城堡上演，並成為東京迪士尼第一個加入漫威元素的表演，活動限時6個月，預計2024年9月開幕。[12]
- 「It’s a Small World with Groot」 - 「小小世界」將由漫威角色接管，並成為東京迪士尼第一個加入漫威元素景點，活動限時6個月，預計2025年1月重新開放。[13]
- 「Sugar Rush」- 以無敵破壞王為主題的遊樂設施，將取代「巴斯光年星際歷險」，預計2026年開幕。[14]
- 「Space Mountain」改建工程 - 東京迪士尼樂園度假區宣佈，現有「太空山」將會關閉，並重新改造為經典白色外殼，內部亦會加入更多太空穿梭的元素。另外，明日世界亦會重新改造為一個更有「未來風格，未來氣氛」的主題園區。預計2027年重新開放。[15]

### 園區特別活動

#### 迪士尼夏日祭典
2012年開始每年夏天推出的夏日祭典，會在廣場前布置上類似日本傳統寺院的提燈，提燈有紅色和水藍色兩個顏色，提燈上的圖案為帶有日本夏日祭典風格的米奇的圖案。
夏日祭典期間，園區會在灰姑娘城堡前方的大廣場進行祭典表演，表演期間會有大量的水噴向前方看表演的群眾，除了增添表演氣氛，還能夠達到炎炎夏日消暑的效果。
迪士尼夏日祭典已成为東京迪士尼樂園每年夏天固定举办的特別活動。

## 事件

### 台湾游客偷竊事件
2015年東京迪士尼樂園統計一年入園的臺灣人約50萬人次，自2013年至2015年間發生的18起偷竊案件，除了2名男性，其他皆是20〜40歲女性。偷竊者都有在紀念商品店消費，其中1名女性買到日幣30萬元，卻因偷取1個不到日幣1萬元的紀念品而被抓。半數犯人坦承順手牽羊，偷竊的是小飾品及紀念品；另一半則否認偷竊意圖，稱忘記付錢。且許多年輕女性被抓後，大都立刻坦承犯行。而東京迪士尼樂園處理方式，則是立刻通報警視廳，警方獲報後將人帶回警局，並移送檢察官處置。且偷竊在日本會留下紀錄，嚴重恐導致犯人將無法再入境日本。
中華民國外交部領事事務局官員表示，東京迪士尼樂園內的紀念品店並沒有設置防盜感應門，靠的都是員工或保全人員穿梭監視，一旦發現有人夾帶未結賬商品離開，「馬上就會被盯上」，如果步出商店一定距離，立刻上前攔查，並通報警方逮人，貪小便宜者很難以動線不良等藉口脫罪。而交通部觀光局已在2014年接獲日方要求提醒旅行團到迪士尼時，要告知旅客勿因不熟悉付款流程而變竊盜嫌犯，並在同年4月發函給旅行社後，團客迄今都未傳出有迪士尼偷竊情況，2015年也未接獲通報，推測上述案例應多為自由行旅客。

### 華人遊客大量轉賣限定商品事件
由於日本在2020年至2022年7月前，因COVID-19疫情之因素進行入國限制之政策，導致大量的華人轉賣業者藉由購入大量東京迪士尼的限定商品來轉賣，而其中又以達菲系列的購入最為嚴重。
據日本新聞的報導，在新商品的販售日即有遊客在大半夜排在入園區，甚至也有出動假嬰兒來藉機購買更多的商品。
而購入的商品在轉賣網站上甚至高達到原價的三倍左右。

## 資料來源
1. ↑  Shoji, Kaori. . The Japan Times. 2013-04-12  [2023-08-29]. （原始内容存档于2021-11-25） （英语）.
2. ↑  . Disneyland Paris website. Walt Disney Company.   [2016-08-19]. （原始内容存档于2016-08-20）.
3. ↑  口袋日本. . Japaholic. 2020-10-19  [2025-04-18] （中文）.
4. ↑  東京迪士尼樂園社內刊物「Tokyo Disneyland LINE」開園10周年紀念版內有相關記載
5. ↑  .   [2020-05-11]. （原始内容存档于2020-11-04）.
6. ↑  继上海香港之后 东京迪士尼今恢复营业 （页面存档备份，存于）.大公報.
7. ↑  因4月15日大雨之因素而中止，實際正式的初次公演為4月16日
8. ↑  .   [2024-07-13]. （原始内容存档于2024-07-09）.
9. ↑  .   [2024-07-13]. （原始内容存档于2024-08-16）.
10. ↑  .   [2024-07-13]. （原始内容存档于2024-08-22）.
11. ↑  由OLC出資拍攝的日本電視節目『夢想通道』裡，曾多次介紹Marceline為世界市集的藍本。
12. ↑  https://www.tokyodisneyresort.jp/tdl/show/detail/7202/
13. ↑   (PDF).   [2024-08-18]. （原始内容存档 (PDF)于2024-08-29）.
14. ↑  .   [2024-08-18]. （原始内容存档于2024-08-22）.
15. ↑   (PDF).   [2024-08-18]. （原始内容存档 (PDF)于2024-08-18）.
16. ↑  東京迪士尼®新規特別活動 「迪士尼夏日祭典」 的存檔，存档日期2015-07-14. Oriental Land Co., Ltd.廣報部新聞記者相關報導pdf（日語）
17. ↑  陳郁仁. . 蘋果日報. 2015-08-27  [2015-08-28]. （原始内容存档于2017-10-14） （中文（繁體））.
18. ↑  魏嘉瑀. . 中國時報. 2015-08-28  [2015-08-28]. （原始内容存档于2021-01-01） （中文（繁體））.
19. ↑  唐佩君. . 中央社. 2015-08-27  [2015-08-28]. （原始内容存档于2018-07-10） （中文（繁體））.
20. ↑  陳培煌、陳郁仁. . 蘋果日報. 2015-08-28  [2015-08-28]. （原始内容存档于2016-03-04） （中文（繁體））.
21. ↑  . テレビ朝日. 2022-04-08  [2023-04-18]. （原始内容存档于2023-04-18） （日语）.

## 外部連結
- 東京迪士尼樂園官方網頁 日文 （页面存档备份，存于） 中文 （页面存档备份，存于）